# Adam Foßhag
Adam Foßhag (* 2. Januar 1879 in Unter-Sensbach; † 14. April 1956 in Rüsselsheim) war ein deutscher Lehrer und Heimatforscher.
Foßhag wurde als Sohn des Schmiedemeisters und Gastwirts Johann Peter Foßhag geboren. Er wirkte lange Jahre als Lehrer an der Schule von Königstädten. In dieser Zeit widmete er sich der Erforschung der Geschichte des Dorfes. 1949 veröffentlichte er einen Auszug seiner umfassenden Ergebnisse als vervielfältigte Handschrift. Erst drei Jahre später erschien die Arbeit in gedruckter Form.
Für sein Lebenswerk wurde Foßhag zum Ehrenbürger von Königstädten ernannt. Im Zentrum des Ortes wurde eine Straße nach ihm benannt.
Einer seiner Enkel ist der Grafikdesigner und Illustrator Bengt Fosshag.

## Werke
- Adam Foßhag: Die Geschichte des Dorfes Königstädten und seiner Kirche